# Moodnopsis
Moodnopsis is een geslacht van vlinders van de familie snuitmotten (Pyralidae), uit de onderfamilie Phycitinae.

## Soorten
- M. decipiens Dyar, 1914
- M. inornatella Ragonot, 1888
- M. inveterella Dyar, 1919
- M. parallela Heinrich, 1956
- M. perangusta Dyar, 1919
- M. portoricensis Heinrich, 1956